# Старение света
Гипотезы старения света (англ. tired light) — класс опровергнутых гипотез, выдвинутых в качестве альтернативного объяснения зависимости красного смещения от расстояния до объекта (закона Хаббла).
В отличие от теорий Большого взрыва и стационарной Вселенной, эти гипотезы не предполагают расширения Вселенной.
Концепция впервые была предложена Фрицем Цвикки в 1929 году, который предположил, что фотоны теряют энергию при прохождении значительных расстояний из-за взаимодействия с материей, другими фотонами, или в результате иного, ещё не изученного физического взаимодействия. Альтернативные модели гравитации стационарной Вселенной зачастую используют старение света для объяснения закона Хаббла; среди авторов таких теорий были Эрвин Финлей-Фройндлих и Макс Борн. Среди сторонников теории старения света были пулковский астрофизик Аристарх Белопольский и одно время сам Эдвин Хаббл.
Сейчас такие гипотезы представляют только исторический интерес, так как противоречат наблюдениям и не могут объяснить весь комплекс имеющихся данных, например, таких как:
- независимость красного смещения от длины волны[1];
- отсутствие рассеяния света от далёких источников[1];
- наблюдаемая зависимость длительности таких космических событий как вспышки сверхновых от расстояния до них[2];
- спектр излучения реликтового излучения, совпадающий со спектром абсолютно чёрного тела[2];
- зависимость поверхностной яркости галактик от красного смещения, согласующаяся с традиционной интерпретацией красного смещения[3].

В итоге, эта гипотеза не способна построить полную космологическую картину, альтернативную теории Большого Взрыва.